# Studio Gokumi
Studio Gokumi Co., Ltd. (Nhật: 株式会社Studio五組 Hepburn: Kabushiki-gaisha Sutajio Gokumi) là một xưởng phim hoạt hình Nhật Bản được thành lập bởi các cựu nhân viên từ Gonzo vào năm 2010.

## Lịch sử
Studio Gokumi được thành lập vào tháng 5 năm 2010 bởi các nhân viên cũ thuộc bộ phận Studio No. 5 trong Gonzo sau khi họ rời xưởng phim này. Trong thời gian làm việc tại Gonzo, đội ngũ Studio No. 5 thường đảm nhận sản xuất các loạt anime như Strike Witches hay Saki.
Tác phẩm đầu tay của Studio Gokumi là một tập OVA sản xuất cho bộ manga Koe de Oshigoto!, phát hành vào cuối năm 2010. Năm 2014, công ty cho ra anime truyền hình gốc đầu tiên mang tên Yūki Yūna wa Yūsha de Aru.

## Tác phẩm

### Anime truyền hình
- A Channel (2011)
- Saki Achiga-hen episode of Side-A (2012–2013)
- Kono Naka ni Hitori, Imōto ga Iru! (2012)
- Oda Nobuna no Yabō (2012) (hợp tác sản xuất với Madhouse)
- Dansai Bunri no Crime Ejji (2013)
- Kin-iro Mosaic (2013)
- Saki: Zenkoku-hen (2014)
- Atelier Escha & Logy: Alchemists of the Dusk Sky (2014)
- Yūki Yūna wa Yūsha de Aru (2014)
- Hello!! Kin-iro Mosaic (2015)
- Lance N' Masques (2015)
- Kōkaku no Pandora (2016) (hợp tác sản xuất với AXsiZ)
- Seiren (2017) (hợp tác sản xuất với AXsiZ)[4]
- Tsuredure Children (2017)[5]
- Yūki Yūna wa Yūsha de Aru: Washio Sumi no Shō (2017)[6]
- Yūki Yūna wa Yūsha de Aru: Yūsha no Shō (2017–2018)[7]
- Ramen Daisuki Koizumi-san (2018) (hợp tác sản xuất với AXsiZ)[8]
- Toji no Miko (2018)[9]
- Tonari no Kyūketsuki-san (2018) (hợp tác sản xuất với AXsiZ)[10]
- Endro! (2019)[11]
- Murenase! Seton Gakuen! (2020)[12]
- Maesetsu! (2020) (hợp tác sản xuất với AXsiZ)[13]
- Yūki Yūna wa Yūsha de Aru: Dai Mankai no Shō (2021)[14]
- Shūmatsu no Harem (2022, hợp tác sản xuất với AXsiZ)[15]
- Kami Kuzu Idol (2022, hợp tác sản xuất với AXsiZ)[16]
- Yumemiru Danshi wa Genjitsushugisha (2023, hợp tác sản xuất với AXsiZ)[17]
- Hoshikuzu Telepath (2023)[18]
- Jidōhanbaiki ni Umarekawatta Ore wa Meikyū ni Samayō (2023, hợp tác sản xuất với AXsiZ)[19]
- Class no Dai Kirai na Joshi to Kekkon suru Koto ni Natta. (2025, hợp tác sản xuất với AXsiZ)[20]

### Phim anime chiếu rạp
- Kōkaku no Pandora (2015) (hợp tác sản xuất với AXsiZ)
- Yūki Yūna wa Yūsha de Aru: Washio Sumi no Shō (2017)
- Laidbackers (2019)[21]
- Kin-iro Mosaic: Thank You!! (2021) (hợp tác sản xuất với AXsiZ)
- iRis the Movie: Full Energy!! (2024)[22]

### OVA
- Koe de Oshigoto! (2010–2011)
- A Channel + smile (2012–2017)
- Saki Biyori (2015)
- Kin-iro Mosaic: Pretty Days (2016) (hợp tác sản xuất với AXsiZ)